# 马其顿名称争议

- 绿色区域为希腊马其顿地区，是希臘方面認定的真正的馬其頓。
- 红色区域为北马其顿共和国，曾自稱馬其頓而引發爭議。

马其顿名称争议指希腊與北馬其頓（原馬其頓共和國）就「馬其頓」一词的使用而引发的争议。馬其頓共和國在1991年獨立後，鄰邦的希臘政府承認其國家地位，但強烈反對該國使用「馬其頓」做為國名。該爭議奠基於「馬其頓」在希臘歷史上的地位、馬其頓做為地區在歷史上的多次分割及歸屬變遷，以及兩國在民族與文化上的差異。
2011年12月，世界上有133个国家承认「马其顿共和国」这一名称，而联合国及德国、法国、日本、澳大利亚等国家则使用「前南斯拉夫马其顿共和国」这一名称。
2018年6月，两国就这一争端进行过多次协商，并达成一致意见——马其顿共和国将更名为「北马其顿共和国」，并在经过马其顿议会批准和举行全民公投后正式确定新名称，同年9月30日舉行的公投顯示有九成的票數支持更名，但因投票率不足50%而宣告失敗。2018年10月19日，马其顿就国名更改举行议会修宪投票，以超过国会三分之二的票数通过法案，啟動更名为“北马其顿”的修憲程序，为正式加入北约和欧盟铺平了道路；马其顿国家议会议长贾菲里宣布，国名宪法修正案获得了80票赞成，已达到修宪法定议员支持人数，马其顿的宪法将正式变更国名为“北马其顿共和国”，馬其頓方面於2019年1月11日完成程序，希臘國會於2019年1月25日通過更改協議。2019年2月12日，馬其頓共和國正式更名為北馬其頓共和國。

## 使用馬其頓之名争议
对于马其顿一詞的使用，希腊方面认为古马其顿人为古希腊人的一支，古马其顿王国属于希腊历史。马其顿共和国方面则宣称自己是马其顿王国和马其顿社会主义共和国的继承者，因此坚持使用“马其顿”这一国名。

## 历史背景
北马其顿现今领土为原奥斯曼帝国治下的鲁米利亚的一部分。7世纪，斯拉夫人迁居马其顿地区。10世纪下半叶至11世纪初，塞缪尔始建第一个斯拉夫人的国家。此后，该地区长期处于拜占庭和奥斯曼帝国统治之下。
1912年，第一次巴尔干战争结束后，塞尔维亚、保加利亚、希腊军队占领马其顿地区。经过1913年第二次巴尔干战争，根据《布加勒斯特条约》，塞尔维亚、保加利亚和希腊重新瓜分马其顿地区，地理上属于塞尔维亚的部分称瓦尔达尔马其顿，属于保加利亚的部分称皮林马其顿，属于希腊的部分称爱琴马其顿。
第一次世界大战后，瓦尔达尔马其顿作为塞尔维亚的一部分并入塞尔维亚人—克罗地亚人—斯洛文尼亚人王国（1929年改称南斯拉夫王国）。第二次世界大战后，南斯拉夫联邦人民共和国成立（1963年改称南斯拉夫社会主义联邦共和国），塞属马其顿改为马其顿社会主义共和国。
1991年11月20日，随着南斯拉夫解体进程，马其顿宣布独立，定宪法国名为“马其顿共和国”。希腊方面认为这个国名暗示着对希腊北部马其顿大区的领土要求，因此坚决反对使用“马其顿共和国”这一名称，并对马其顿共和国采取经济封锁。迫于压力，1993年4月7日，马其顿以“前南斯拉夫马其顿共和国”的暂时国名加入联合国，并于1995年修改了以渥吉纳太阳为图案的国旗，但对内对外仍坚持使用其宪法国名“马其顿共和国”。
希腊方面拒绝承认马其顿族，称其为“斯科普里人”。因国名争议，希腊拒绝马其顿共和国加入北约和欧盟。
为消解希腊对马其顿加入北约的反对意见，马其顿政府考虑更换国名。2017年6月12日，马其顿新政府外长尼古拉·迪米特罗夫（Nikola Dimitrov）在布鲁塞尔告诉北约高级官员，接纳马其顿加入北约，将有助于安定巴尔干地区的局势。当时，马其顿地区因处于政治紧张态势，发生了零星的流血事件。新国名的主要几个方案包括在“马其顿共和国”之前加上“上”“新”“北”等字眼。届时，210万马其顿公民将共同选择一个新国名。也有提议以地区旧称“瓦尔达里”（Vardari）做国名，但马其顿政府拒绝了这个选项。
希腊和马其顿两国政府正就解决这一争端展开谈判，联合国秘书长派出个人特使马修·尼米兹负责对谈判进程进行调解。马其顿总理佐兰·萨耶夫称，两国达成的最终协议还要于2018年的全民公投中予以确认。有消息指出，目前希腊与前南斯拉夫马其顿共和国均接受“上马其顿共和国”（Republika GornaMakedonija）这个候选国名。希腊方面认为“上马其顿”是一个全新的单词，与“马其顿”（Macedonia）一词无论从写法还是读音上都不相同。
希腊总理齐普拉斯表示，雅典与斯科普里方面已就前南斯拉夫马其顿共和国的宪法国名问题达成协议。齐普拉斯向希腊总统帕夫洛普洛斯汇报了相关情况。齐普拉斯说：“斯科普里（马其顿）会将修订（国名）写入宪法。”他称：“这是历史性的一步。”帕夫洛普洛斯说，他对协议的达成很满意，但协议必须得到斯科普里方面的遵循。据美国《华盛顿邮报》报道，新国名将是“北马其顿共和国”。
报道称，关于改名的问题会进行议会投票或者是全民公投，之后才会将国名正式定为“北马其顿共和国”。作为交换，希腊方面会放弃阻挠马其顿这个巴尔干地区国家加入北约和欧盟的立场，而这也意味着两国因国名问题长达27年争端的结束。
2018年6月，希腊與馬其頓就这一争端进行过多次协商并达成一致意见，在普雷斯帕湖簽署马其顿共和国将更名为北马其顿共和国的協議，但要視乎馬其頓全民公投的結果。
2018年10月2日，馬其頓全民公投中有91%選民支持更改國名，惟投票率僅37%，未達50%的有效要求。此後馬其頓仍繼續推動更改國名。2018年10月19日，馬其頓共和國國會以80票贊成和39票反對通過了更改國名的修憲議案；12月3日，國會以67票贊成和23票反對通過了更改國名的修憲草案；2019年1月11日，國會以81票贊成和29票棄權通過了更改國名的修憲法案，實現之前簽署的普雷斯帕協議，但尚須要希臘國會批准協議才能生效。
2019年1月25日，希臘國會以153票對146票通過了更改國名協議，歐盟和北約對表決結果表示歡迎。

## 北馬其頓更名前世界各国及地区立場

马其顿共和国
在双边外交中使用“马其顿共和国”
使用“前南斯拉夫马其顿共和国”
官方态度未知
与马其顿共和國无外交关系

受到希腊的影响，部分国家在北馬其頓更名前并没有与北马其顿建交，大韩民国、格鲁吉亚、亚美尼亚、菲律宾等国直到北马其顿更名后才陆续与北马其顿建立外交关系。